# Wo bu shi Pan Jin Lian
Wo bu shi Pan Jin Lian is een Chinese film uit 2016, geregisseerd door Feng Xiaogang.

## Verhaal
De Chinese wet stelt dat getrouwde paren slechts één woning kunnen bezitten. Om nog een woning te kunnen kopen kopen, bedenken Li en haar man een plan om te scheiden zodat ze een tweede eigendom kunnen kopen. Na de scheiding trouwt haar ex-man met een andere vrouw en ontkent dat hij ooit heeft ingestemd met een dergelijke deal met Li. Als hij Li er dan vervolgens ook van beschuldigt dat ze met andere mannen naar bed is gegaan, is voor Li de maat vol, en begint ze een strijd om haar eer te herstellen.

## Rolverdeling
| Acteur         | Personage    |
| -------------- | ------------ |
| Chengpeng Dong | Wang Gongdao |
| Fan Bingbing   | Li Xuelian   |
| Wei Fan        | Guo Nong     |
| Feng Xiaogang  | Narrator     |
| Tao Guo        | Zhao Datou   |
| Zonghan Li     | Qin Yuhe     |
| Hua Liu        | Lao Hu       |

## Ontvangst

### Recensies
Op Rotten Tomatoes geeft 83% van de 53 recensenten de film een positieve recensie, met een gemiddelde score van 6,62/10. De film kreeg het label "certified fresh" (gegarandeerd vers). De consensus luidt: "I Am Not Madame Bovary's sly social commentary and well-constructed story anchor director Feng Xiaogang's visually experimental approach" (vrij vertaald: Het geslepen sociale commentaar en goed geconstrueerde verhaal, verankeren regisseur Feng Xiaogang's visueel experimentele benadering). Website Metacritic komt tot een score van 65/100, gebaseerd op 13 recensies, wat staat voor "generally favorable reviews" (over het algemeen gunstige recensies)

### Prijzen en nominaties
Een selectie:
| Jaar | Evenement                               | Categorie                          | Genomineerde           | Resultaat   |
| ---- | --------------------------------------- | ---------------------------------- | ---------------------- | ----------- |
| 2016 | San Sebastián (64ste editie)            | Gouden Schelp voor beste film      | Wo bu shi Pan Jin Lian | Gewonnen    |
| 2016 | San Sebastián (64ste editie)            | Zilveren Schelp voor beste actrice | Fan Bingbing           | Gewonnen    |
| 2017 | Golden Rooster Award (31ste uitreiking) | Beste film                         | Wo bu shi Pan Jin Lian | Genomineerd |
| 2017 | Golden Rooster Award (31ste uitreiking) | Beste regisseur                    | Feng Xiaogang          | Gewonnen    |
| 2017 | Golden Rooster Award (31ste uitreiking) | Beste actrice                      | Fan Bingbing           | Gewonnen    |
| 2017 | Golden Rooster Award (31ste uitreiking) | Beste mannelijke bijrol            | Hewei Yu               | Gewonnen    |
| 2017 | Golden Rooster Award (31ste uitreiking) | Beste scenario                     | Liu Zhenyun            | Genomineerd |
| 2017 | Golden Rooster Award (31ste uitreiking) | Beste geluid                       | Jiang Wu               | Genomineerd |